# Ahmad Lutfi al-Sayyid
Ahmad Lutfi al-Sayyid (àrab: أحمد لطفي السيد, Aḥmad Luṭfī as-Sayyid) (Barkayn Dahkaliyya, 15 de gener de 1872 - el Caire, 5 de març de 1963) fou un escriptor i polític egipci. Fou conegut com a Ustadh al-Jil («el Mestre de la generació»). Va escriure, sobretot, escrits de caràcter polític, però també consta una autobiografia sota el títol de Qíssat khayatí. Va traduir autors clàssics.
Va ocupar els següents càrrecs:
- Redactor del diari Al-Djarida que fou portaveu del Partit Nacional (Hizb al-Umma) que va cofundar el 1907, del 1907 al 1914
- Director de la Biblioteca Nacional d'Egipte en dos períodes (1915-1918 i 1919-1925).
- Secretari del primer Wafd presidit per Sad Zaghlu (1918-1919)
- Rector de la Universitat Egípcia, després Universitat del Caire, 1925-1941 amb interrupcions
- Ministre d'Educació 1928-1929
- Ministre de l'Interior 1929
- Senador fins a retirar-se de la política
- President de l'Acadèmia de la Llengua Àrab, fins a 1963